# Jan Kjærstad
Jan Kjærstad (născut pe 6 martie, 1953) este un scriitor norvegian.

## Scrieri
| - Kloden dreier stille rundt („Globul pământesc se învârtește încet”) – nuvele (1980) - Speil („Oglinzi”) – roman (1982) - Homo Falsus eller det perfekte mord („Homo Falsus sau omorul perfect”) – roman (1984) - Det store eventyret („Marea aventură”) – roman (1987) - Menneskets matrise („Matrița umană”) – eseuri [1989) - Jakten på de skjulte vaffelhjertene („Vânătoarea de inimi de vafelă ascunse”) – carte ilustrată (1989) (ilustrații de Vivian Zahl Olsen) - Rand („Margine”) – roman (1990) - Antropologens konstruksjon („Construcția antropologului”) – eseuri (1992) - Forføreren („Seducătorul”) – roman (1993) | - Hos Sheherasad, fantasiens dronning („La Șeherezada, regina fantaziei”) – (1995) (ilustrații de Judith Allan) - Erobreren („Cuceritorul”) – roman (1996) - Menneskets felt („Câmpul uman”) – eseuri (1997) - Oppdageren („Exploratorul”) – roman (1999) - Tegn til kjærlighet („Semne de dragoste”) – roman (2002) - Konspiratorisk skjønnhet („Frumusețe conspirativă”) – eseuri (2003) - Menneskets nett („Plasa umană”)– eseuri (2004) - Kongen av Europa („Regele Europei”) – roman (2005) - Jeg er brødrene Walker („Eu sunt frații Walker”) – roman (2008) - Normans område („Teritoriul lui Norman”) – roman (2011) |  |

## Premii
- Premiul Mads Wiel Nygaards legat, 1984
- Premiul Kritikerprisen, 1984, pentru Homo Falsus
- Premiul Aschehoug, 1993
- Premiul Henrik Steffens, 1998 (Germania)
- Premiul Doblougprisen, 2000
- Premiul pentru literatură al Consiliului Nordic, 2001, pentru Oppdageren